# La Aldea del Puente
La Aldea del Puente es una localidad del municipio de Valdepolo, en la provincia de León, Comunidad Autónoma de Castilla y León (España).
Es una de las 9 localidades que conforman el municipio. Según datos del ayuntamiento de Valdepolo, referentes a mayo/2015, el pueblo cuenta con 172 habitantes (del total del ayuntamiento de 1297), formada en su mayoría por personas jubiladas. La actividad principal de las familias activas son la agricultura y la ganadería. En 2016 había 7 cuadras de ganado vacuno, 4 de ganado lanar y un agricultor de siembra y cosecha de cereales, maíz, etc. Hay también 3 vecinos activos en la construcción, 2 bares/ restaurantes, 1 carnicería, 1 gasolinera y el centro de día de la asociación AFADEVA. El total de las casas existentes asciende a 124 o 125. 111 casas son habitadas, sea durante los 12 meses del año (la menor parte), las otras son ocupadas algunos meses o semanas durante el verano. 13 casas están deshabitadas desde años, siendo que varias de ellas se encuentran en estado de ruina.

## Situación
Se encuentra a la altura del km 30 de la Carretera Nacional N-625, a media distancia entre Mansilla de las Mulas y Gradefes.
Limita con Saelices del Payuelo al SE; Villalquite al SO; Vega de los Árboles al O; San Miguel de Escalada al NO; Villamondrín de Rueda y Quintana de Rueda al E.

## Evolución demográfica
| 2000 | 2001 | 2002 | 2003 | 2004 | 2005 | 2006 | 2007 | 2008 | 2009 | 2010 | 2011 |
| 206  | 213  | 203  | 182  | 183  | 184  | 189  | 188  | 187  | 177  | 177  | 180  |

El pueblo, que se formó junto al río Esla, en su margen izquierda, se ha ido concentrando cerca y alrededor de la carretera N-625. Además de las viviendas particulares, existe la iglesia parroquial; 2 escuelas, la más antigua al cuidado de la juventud y las escuelas "nuevas" utilizadas una como locutorio médico, la otra como sede de un centro de día: AFADEVA, una asociación de familiares y amigos de los enfermos de alzheimer del ayuntamiento de Valdepolo, nacida en 2003.

## Orígenes y nombre del pueblo
El lugar ya aparece citado en documentos del siglo XII, el más antiguo que conocemos es del año de 1120. En junio de ese año, el obispo de León, Diego, promulga un nuevo sistema beneficial y nueva distribución de prebendas y canonjías entre el clero de la diócesis, en el que se citan numerosos lagares, entre ellos, "Illa ponte". Porque el nombre del pueblo fue durante varios siglos: Illa Ponte, La Ponte y más adelante, La Puente. Solamente a partir del siglo XVI comienza a llamarse aldea de La Puente y ya entrando el siglo XIX pasa a su nombre actual: La Aldea del Puente. En varios de los documentos más antiguos, el lugar La Ponte aparece como parte del Monasterio de San Miguel de Escalada (que más adelante pasó a Priorato), y posteriormente, junto con más de una treintena de lugares de la región, parte del "alfoz" o región de Rueda. Esta región pasó en 1426 al dominio de los Almirantes de Castilla (de ahí el nombre de Rueda "del Almirante") y desde inicios del siglo XVIII, hasta la finalización del régimen de señorío (hacia 1837, bajo la regencia de María Cristina de Borbón), a la Casa de Alba.
Relacionado con el nombre del lugar está la cuestión de la existencia de un puente. ¿Existió, como indica su nombre, un puente? Para los estudiosos de la región, del Monasterio de San Miguel de Escalada o del Monasterio de Nuestra Señora de Gradefes, es lógico asumir su existencia, dado que el lugar llevó el nombre de "puente", durante más de 300 años. Se apoyan también esos especialistas, en la necesidad que tenía el Monasterio de Escalada de disponer de acceso a la margen izquierda del río Esla, para administrar sus propiedades.
Es justo resaltar en este punto, relativo al nombre y la existencia de un puente, el proyecto de construcción de un puente entre San Miguel de Escalada y La Aldea del Puente, anunciado en julio de 2016 por el presidente de la Diputación de León y el consejero de Medio Ambiente de la Junta de Castilla y León, cf publicado en los medios de comunicación.

## El Catastro de Ensenada - Las Respuestas Generales
De los siglos XV y XVI de la Edad Moderna, tenemos pocas noticias relativas al pueblo. Bien es cierto que a partir del año 1613 disponemos de los libros parroquiales, que ya ofrecen informaciones valiosas. Un documento muy valioso del siglo XVII son Las Respuestas Generales, un documento del 24 de septiembre de 1752, que contiene el levantamiento de las Respuestas Generales rel. al pueblo de La Aldea del Puente. Ese levantamiento, ordenado por el Rey Fernando VI en los 15 mil lugares de la Corona de Castilla, tenía por objetivo averiguar sobre número de habitantes, propiedades, edificios, rentas, etc. de la población, a través de 40 preguntas. El texto ref. a La Aldea del Puente contiene datos como sean, entre otros: que La Aldea es lugar de señorío que pertenece a la Duquesa de Alba; que hay 410 cargas de tierra y que por el levante llega hasta (el valle de) Valdespino; que hay 17 vecinos y 25 casas habitables; que hay una fragua comunal, a disposición gratuita de los vecinos, etc. Enumera también los gastos anuales que tiene que cubrir el concejo, por ej.: pagos al cura párroco; pagos de diezmos y primicias; elección de justicia y fuente común; al Hospital de Inocentes de la ciudad de Valladolid; a la redención de cautivos; a la santa casa de Jerusalén; al voto de Santiago. Igualmente paga anualmente sus derechos a la Duquesa de Alba y a su majestad el Rey.
Ese documento nos indica igualmente qué es lo que no hay: dice que no hay molinos harineros o de papel, ni tabernas, mesones, tiendas, panaderías, carnicerías, puentes, barcas, hospitales o conventos. Faltan tenderos, médicos, arrieros, albañiles, herreros, zapateros o sastres. Eso muestra también que el molino que existe en el pueblo, así como la barca que hubo, fueron construidos en época posterior.
En relación con el número de habitantes, indicado arriba como siendo de 17 vecinos y 25 casas habitables en 1752, su número se ha mantenido relativamente constante a lo largo de los siglos, con una mayor tendencia a aumentar desde mediados del siglo pasado. En un documento del 1590, citado por A. Calvo, "Padrón de la Vecindad de Rueda y su tierra", figura La Aldea con 14 vecinos y medio. En el "Diccionario Geográfico - Estadístico - Histórico de España y sus posesiones de Ultramar" Madrid 1847,de P. Madoz, figura La Aldea con "18 vecinos, 60 almas y 16 casas". Asimismo en la "Nueva Nomenclatura de la Provincia de León" de1884 son 34 vecinos y 144 habitantes. El mayor número de población corresponde a las décadas de 1930 y 1940, cuando el número total de habitantes se aproxima de los 370.

## ElsigloXX

#### Extensión y mejora del área de cultivo
En los últimos años del siglo XIX, pero sobre todo ya entrando en el siglo XX, parecen darse las condiciones mínimas para una mejoría de la producción del medio rural, así como mejores condiciones de vida de la población, si bien que fueron llegando lentamente. Aquí cabe destacar entre otras, la construcción de la carretera, hoy Nacional 625, que fue proyectada como carretera de tercer orden "de Villapadierna a Mansilla de las Mulas", pero que fue construida en 7 trozos entre la Estación de Cistierna y la de Palanquinos, de 57.7 km. Su construcción duró 18 años, entre 1902 y 1919, siendo que el trozo n.º 3, correspondiente al ayuntamiento de Valdepolo, fue concluido en 1912.
La abolición del régimen de señorío permite a los pueblos el uso y dominio de aquellas tierras de su territorio, que anteriormente pertenecían a los señoríos y por cuyo uso tenían que pagar tributos o foros. Surgieron numerosas mancomunidades, esto es, usos comunes de tierras, que poco a poco fueron pasando al dominio de los pueblos. La Aldea formó parte de 2 mancomunidades, una la de "Valdemora y agregados" (junto con Villamondrín y Rueda), otra la de "Villambidos", un área cercana al pueblo de Herreros, formada por 7 pueblos del ayuntamiento de Valdepolo.
La redención del foro de la Aldea, esto es, del pago anual que pagaba a la Casa de Alba en el sistema de señorío, aconteció en 1928; y en 1932 La Aldea compró las tierras de Rueda, esto es, aquella parte de la mancomunidad de Valdemora y agregados, que correspondía a Rueda del Almirante, con lo que el pueblo pudo aumentar considerablemente y libre de foros o cargas, su área de cultivo.
Un factor decisivo para la economía y sobrevivencias de las familias, llegó con la instalación de los regadíos. El primero fue el así llamado, riego viejo, esto es, el Canal de Villamondrín al que se adhirió La Aldea en 1941. En el año de 1952 solicitó La Aldea, junto con Villamondrín, un nuevo canal, el Canal de la Visitación, aprobado en 1957 para la irrigación de las tierras de los dos pueblos, comprendidas entre el canal viejo y las cuestas. A lo que siguió la concentración parcelaria. El pueblo se beneficia también del Canal Alto de los Payuelos, a su paso por el monte. Este canal fue inaugurado en 1993.

#### El pueblo se moderniza
Pasados los años de guerra, la guerra civil española y la Segunda Guerra Mundial, inicia una fase de cambios y mejoras en el pueblo, periodo que abarca hasta finales del siglo. Ya en 1933 se abre el pozo artesiano, para atender sobre todo a los vecinos del barrio de arriba. En 1949 se concluye la construcción de las escuelas nuevas, al lado de la carretera. Y en 1964 instalan el locutorio telefónico, siendo que años después llegará directamente a las casas.
Parte significativa de esas obras fueron financiadas directamente por el conjunto de los vecinos a través del reparto de tierras comunales en la forma de quiñones (uso de tierra comunal por tiempo limitado).
La instalación del agua procedente de la fuente de Valdespino, los desagües y terminal junto al río se llevó a cabo en 1975 con la participación activa de los vecinos. Las aceras y pavimentación de las calles saldrá finalmente en 1992, en 1994 solicitan el alumbrado público. En 1995 instalan en lo que fue la casa del maestro, un consultorio médico.

## Fiestas y celebraciones
El pueblo celebra la fiesta de su patrona, La Visitación de María a su prima Santa Isabel, el día 2 de julio, con actividades religiosas, música, concurso de pelota, actividades para chicos y jóvenes, así como una paella. Los labradores celebran el día 15 de mayo, la fiesta de su patrono, San Isidro, cuando ofrecen a toda la comunidad una merienda con pan, escabeche y vino. Otra fiesta tradicional es el carnaval y desde unos años, en septiembre, el día nacional de la lucha contra el alzheimer, organizado por el centro de día (AFADEVA), con amplia participación de pueblo y de los pueblos vecinos. El programa incluye actividades culturales, religiosas y una marcha reivindicativa (principalmente por la construcción de un puente sobre el Esla, que una las dos márgenes del río).